# Kleopatra Eurydyka
Kleopatra (IV wiek p.n.e.) – bratanica wodza macedońskiego Attalosa, ostatnia żona Filipa II Macedońskiego. Imię Kleopatra było jej prawdziwym imieniem; imię Eurydyka przyjęła w dniu ślubu z Filipem. Została zamordowana z polecenia pierwszej żony Filipa, Olimpias, następnie uroczyście pochowano ją (jako jedyną) w przedsionku krypty męża.